# Richard Paulick (Architekt)

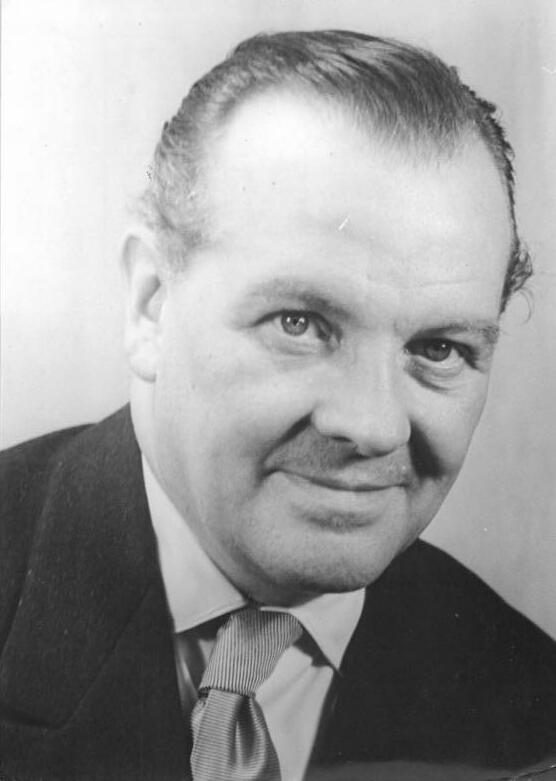
Richard Paulick, 1956

Richard Paulick (* 7. November 1903 in Roßlau (Elbe); † 4. März 1979 in Ost-Berlin) war ein deutscher Architekt. Als einer der führenden Architekten der DDR war er für den Neuaufbau der Karl-Marx-Allee und den Wiederaufbau der Deutschen Staatsoper in Berlin verantwortlich.

## Leben

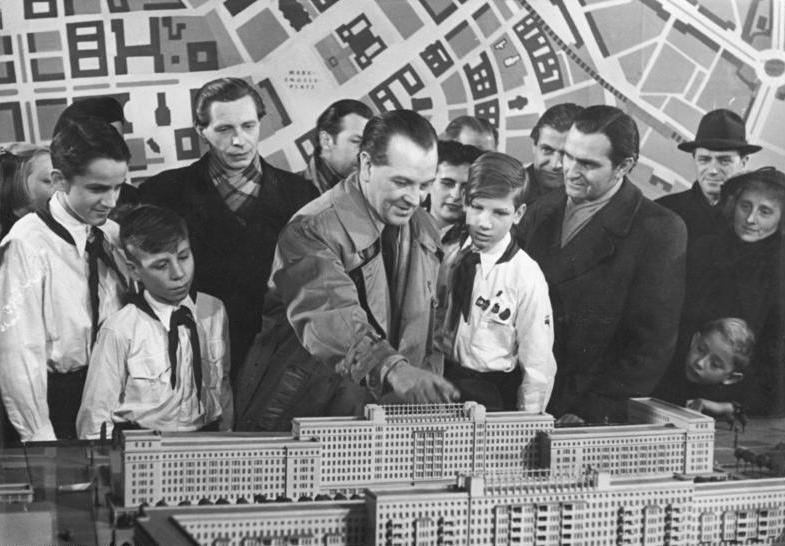
Paulick am Modell der Karl-Marx-Allee, 1952

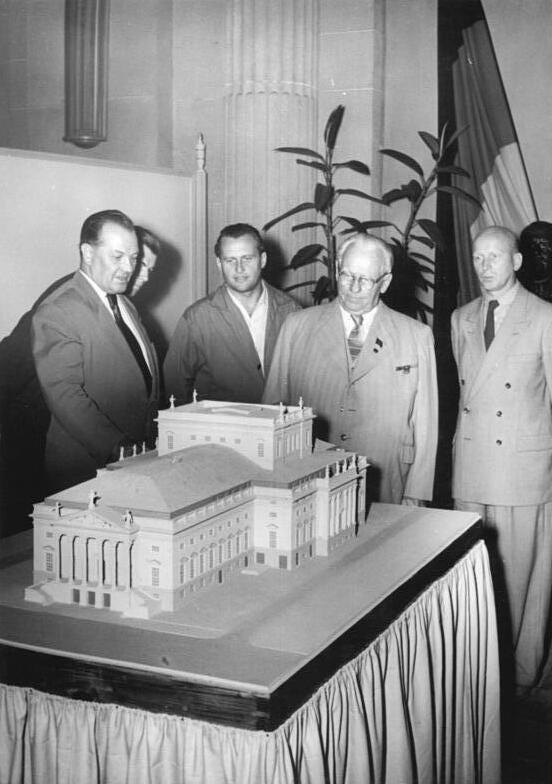
Paulick am Modell der Deutschen Staatsoper, 1955

Richard Paulick wurde als Sohn des Porzellandrehers und SPD-Funktionärs Richard Paulick in der Südstraße 15 in Roßlau geboren. Nach dem Studium in Dresden und Berlin hatte er Kontakt zum Bauhaus Dessau gefunden. Hier arbeitete er mit Georg Muche zusammen, mit dem er gemeinsam das 1926/27 errichtete Stahlhaus in Törten entwarf. Von 1927 bis 1928 war Paulick Assistent im Privatbüro von Walter Gropius am Bauhaus in Dessau. Nachdem Gropius Dessau verlassen musste, schloss Paulick die laufenden Projekte als Büroleiter in Dessau ab und folgte ihm im Juni 1929 nach Berlin. Ab Sommer 1930 eröffnete er zusammen mit Hermann Zweigenthal ein Architekturbüro in Berlin. Er war dort Mitglied der von Zweigenthal initiierten Gruppe Junger Architekten (G.J.A.). Als politisch aktiver Mensch, er war zeitweise SAP-Funktionär, musste er 1933 emigrieren, was ihm mit Hilfe seines Freundes Rudolf Hamburger gelang. Paulick lebte bis 1949 in Shanghai und arbeitete dort als Planer. 1940 wurde er zum Professor an der Saint John’s University Shanghai berufen und war später Leiter des dortigen Stadtplanungsamtes. Nach der Errichtung der Volksrepublik China verließ Paulick 1949 Shanghai.
Nach seiner Rückkehr aus China ließ sich Paulick im Osten Deutschlands nieder. In den 1950er Jahren beteiligte er sich am Architekturwettbewerb zur Stalinallee. Im Abschnitt C, in der zweiten Reihe hinter der repräsentativen Architektur des Boulevards, errichtete er einfache Laubenganghäuser. Als Abteilungsleiter im Institut für Bauwesen in Berlin war er verantwortlich für die Organisation der Großbaustelle; ferner entwarf er die das Bild der Anlage prägenden zwei- und vierarmigen Straßenleuchten, die sog. Paulick-Kandelaber, die den Kandelabern von Albert Speer für die Ost-West-Achse aus dem Jahr 1936 ähneln. Zur privaten Nutzung richtete er sich auf Block C ein Penthouse ein, dessen Ausstattung zwischenzeitlich unter Denkmalschutz gestellt wurde. In den Jahren 1952–1953 legte er Pläne für einen originalgetreuen Wiederaufbau der Schinkelschen Bauakademie in Berlin-Mitte vor.
Wie auch Kurt Liebknecht schlug Paulick 1951 für das Areal des späteren Marx-Engels-Forums in Berlin ein Regierungshochhaus vor, dessen Vorplatz 30.000 Quadratmeter umfassen sollte. Hierzu war auch der Abriss des Hohenzollernschlosses vorgesehen. Der Entwurf hatte bis zu Erich Honeckers Amtsantritt 1971 Bestand, wurde dann aber zugunsten des Republikpalastes fallengelassen.
Paulick arbeitete später maßgeblich am Wiederaufbau des historischen Berlins mit und war auch am Wiederaufbau Dresdens beteiligt. Er leitete das Muster- und Experimental-Büro an der Deutschen Bauakademie in Berlin und führte den Titel eines Professors. Ab 1957 zunächst als Nachfolger von Ferdinand Rupp Chefarchitekt und Leiter des Aufbaubüros von Hoyerswerda, wurde er 1962 Chefarchitekt von Schwedt/Oder und leitete ab dem Folgejahr die Planung der Chemiearbeiterstadt Halle-Neustadt. Er wirkte maßgeblich an der Entwicklung der Plattenbauweise in der DDR mit. 1964 wurde er von Walter Womacka porträtiert. Paulick starb 1979; er ist auf dem Zentralfriedhof Friedrichsfelde (Feld S 1) bestattet, sein Grab ist ein Ehrengrab der Stadt Berlin.
Paulick war in erster Ehe mit der späteren Schauspiellehrerin Else Bongers verheiratet. 1941 heiratete er in Shanghai ein zweites Mal: Thea Hess (geb. Danziger). Schließlich ging er 1961 in Berlin eine dritte Ehe mit der Innenarchitektin Gemma Geim ein. Seine Enkelin ist die Schauspielerin Natascha Paulick.

## Werke (Auswahl)

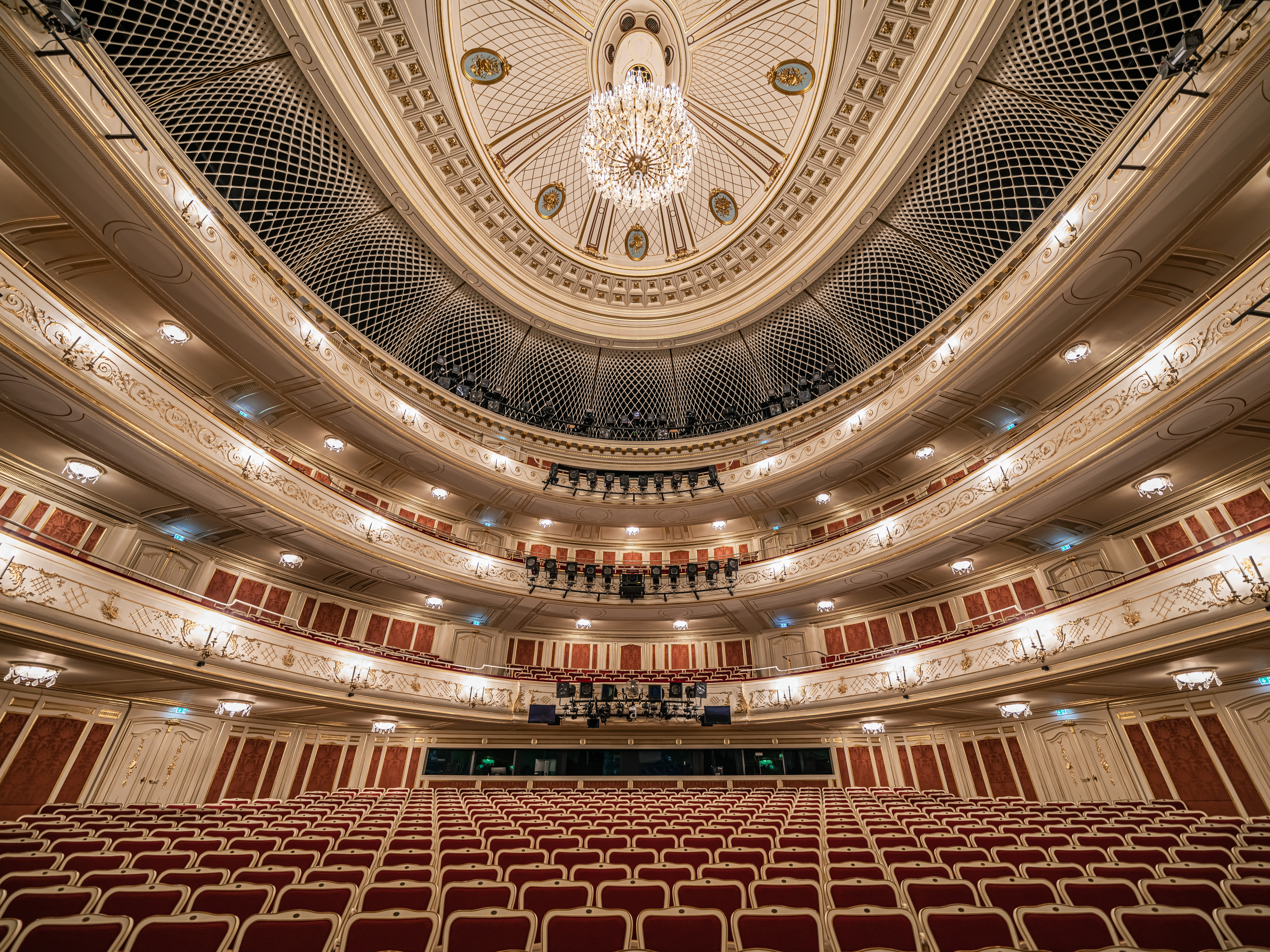
Zuschauersaal der Deutschen Staatsoper, 2021

- 1925–1926: Stahlhaus in Dessau (mit Georg Muche)
- 1929–1930: Kant-Garagen in Berlin (mit Hermann Zweigenthal)
- 1930–1931: Wohnsiedlung an der Heidestraße in Dessau
- 1951: Deutsche Sporthalle an der Karl-Marx-Allee in Berlin (1971 abgerissen)
- 1950–1955: Wiederaufbau der Deutschen Staatsoper in Berlin, Unter den Linden
- 1951: Entwurf für ein Regierungshochhaus in Berlin (nicht ausgeführt)
- 1952: Pionierrepublik am Werbellinsee
- 1952–1953: Entwurf für den Wiederaufbau der Schinkelschen Bauakademie, Berlin-Mitte
- 1952–1953: Wohnblock C-Nord und C-Süd an der Karl-Marx-Allee in Berlin-Friedrichshain
- 1952–1955: Intendanzgebäude der Deutschen Staatsoper in Berlin, Französische Straße
- 1954–1955: Wohnzeile an der Hildegard-Jadamowitz-Straße in Berlin-Friedrichshain
- 1954–1956: Entwurf der Hochschule für Verkehrswesen in Dresden
- 1963: Chefarchitekt von Halle-Neustadt
- 1962–1964: Wiederaufbau des Prinzessinnenpalais in Berlin, Unter den Linden 5
- 1968–1970: Wiederaufbau des Kronprinzenpalais in Berlin, Unter den Linden 3

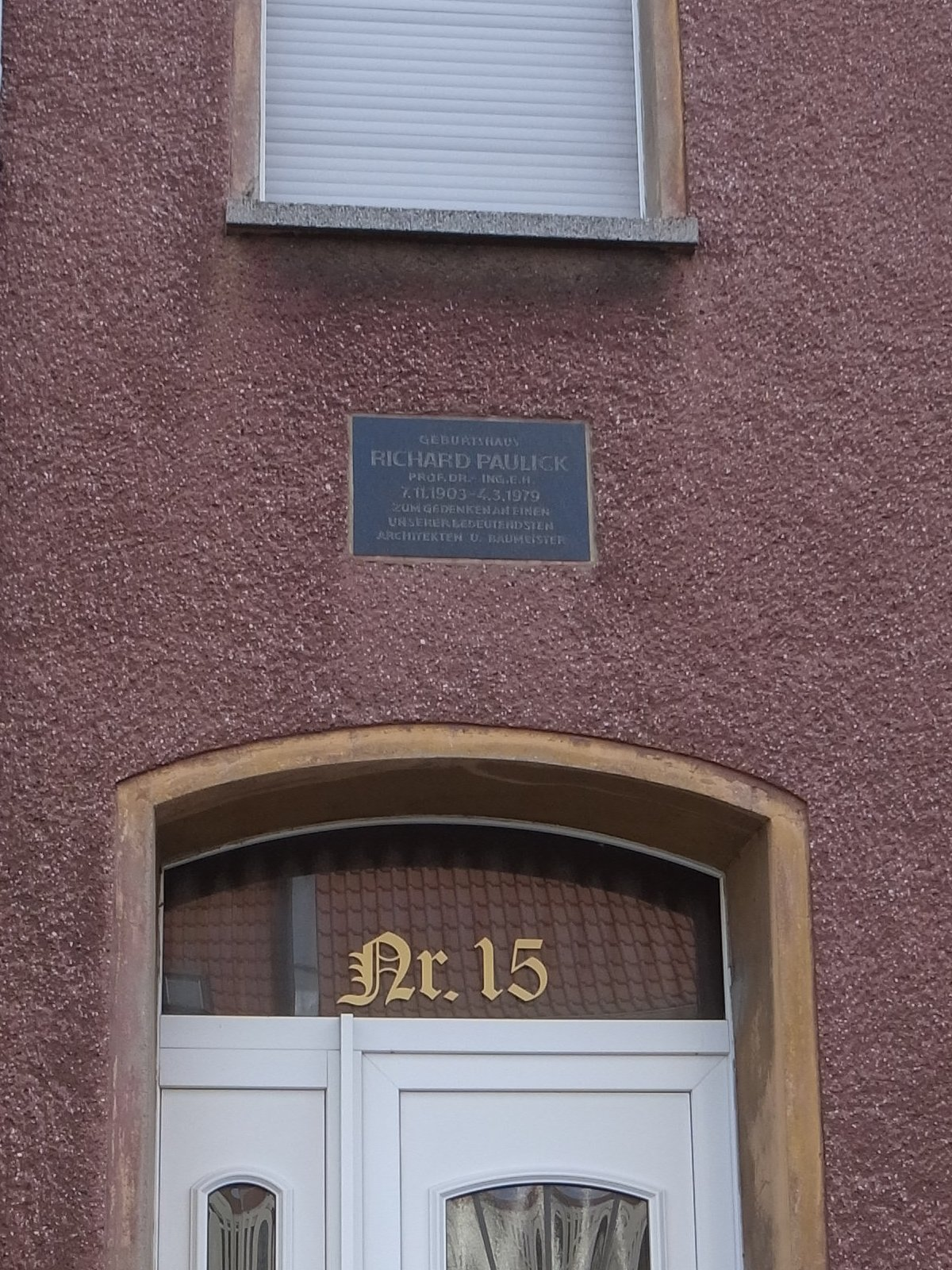
Gedenktafel in Roßlau
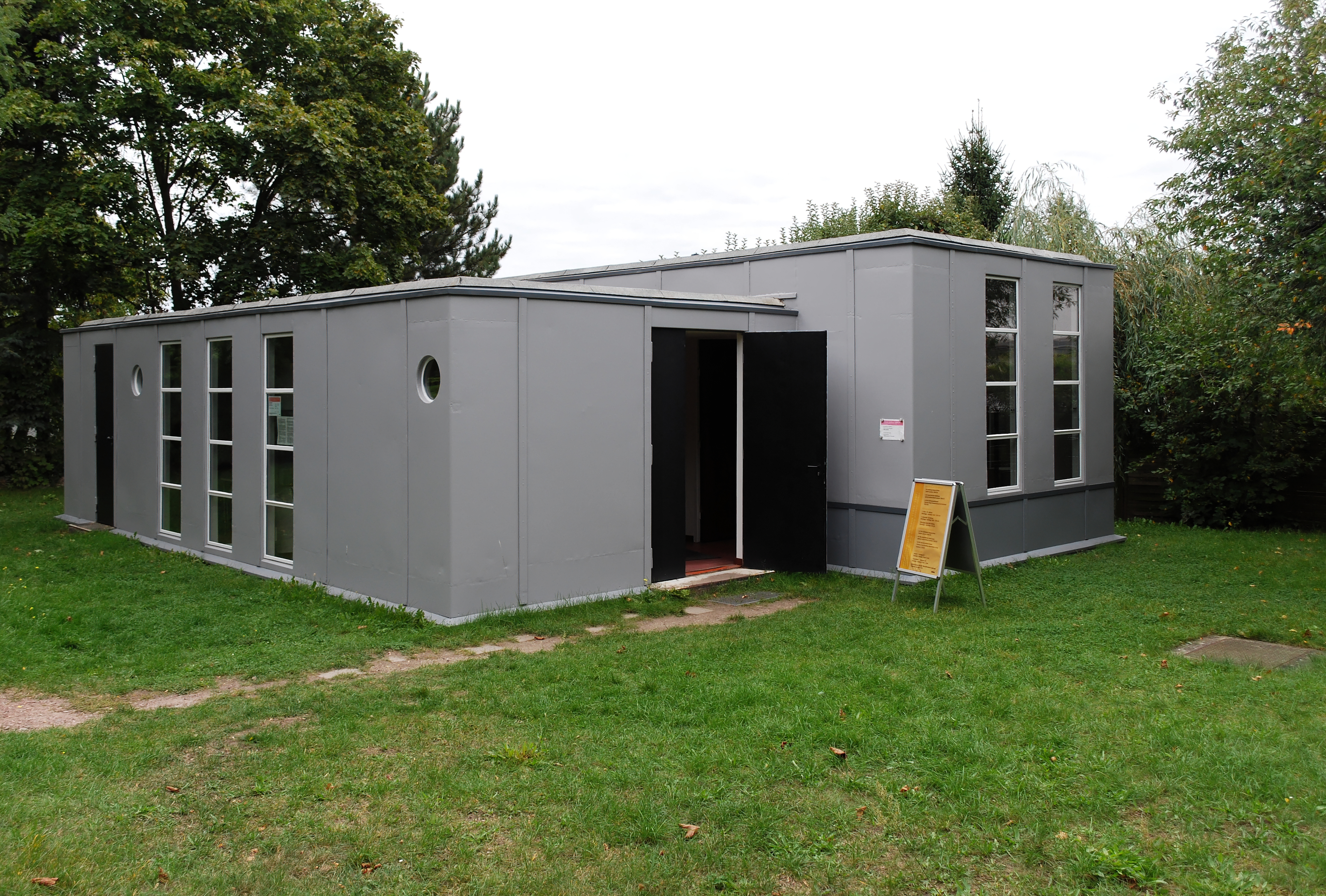
Stahlhaus, Dessau
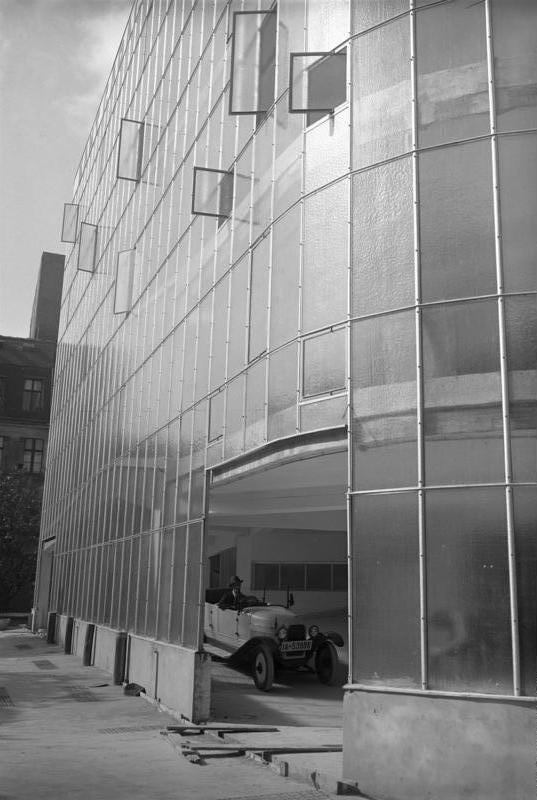
Kantgaragen, Berlin-Charlottenburg
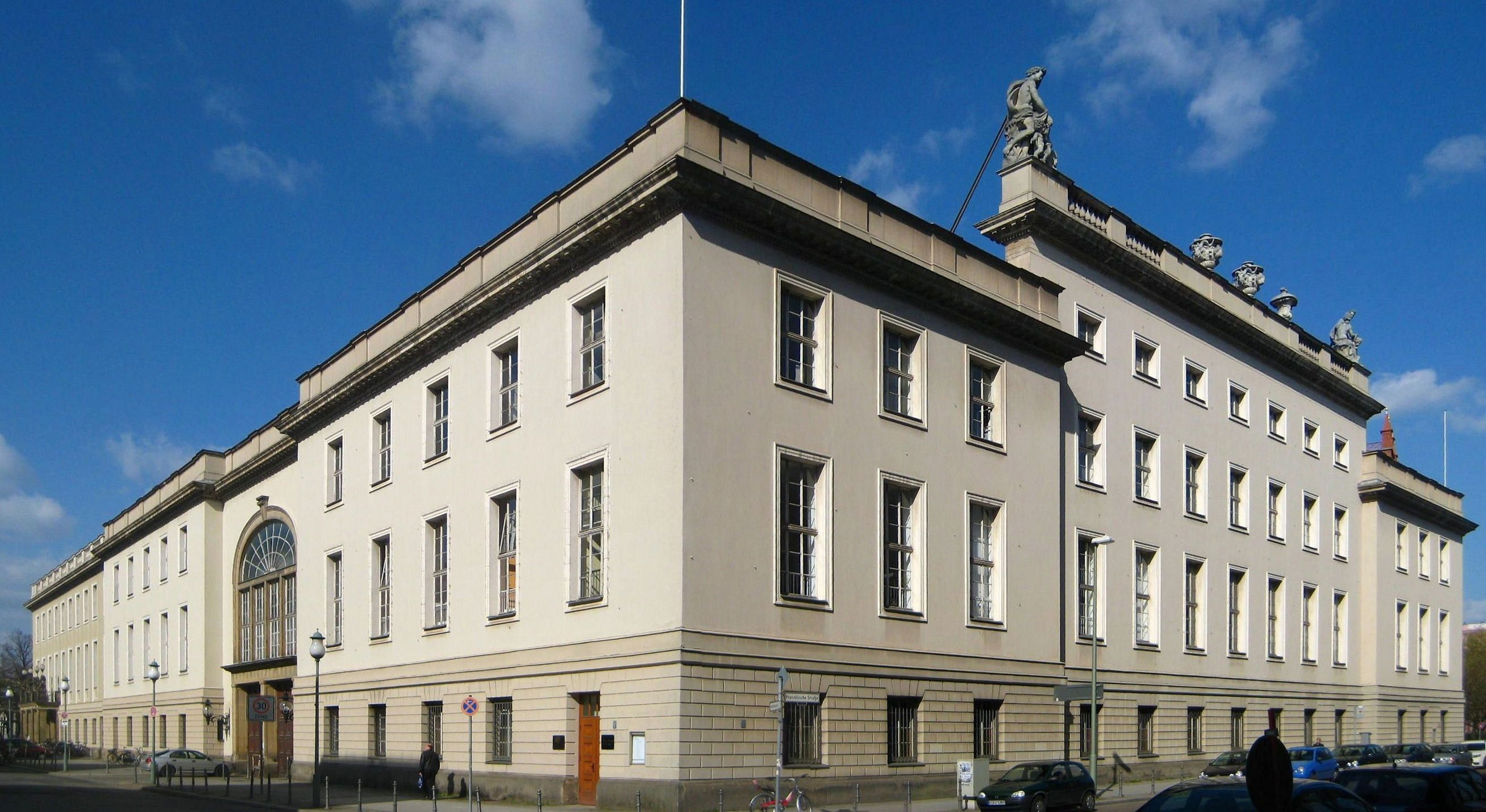
Opernintendanz, Berlin-Mitte
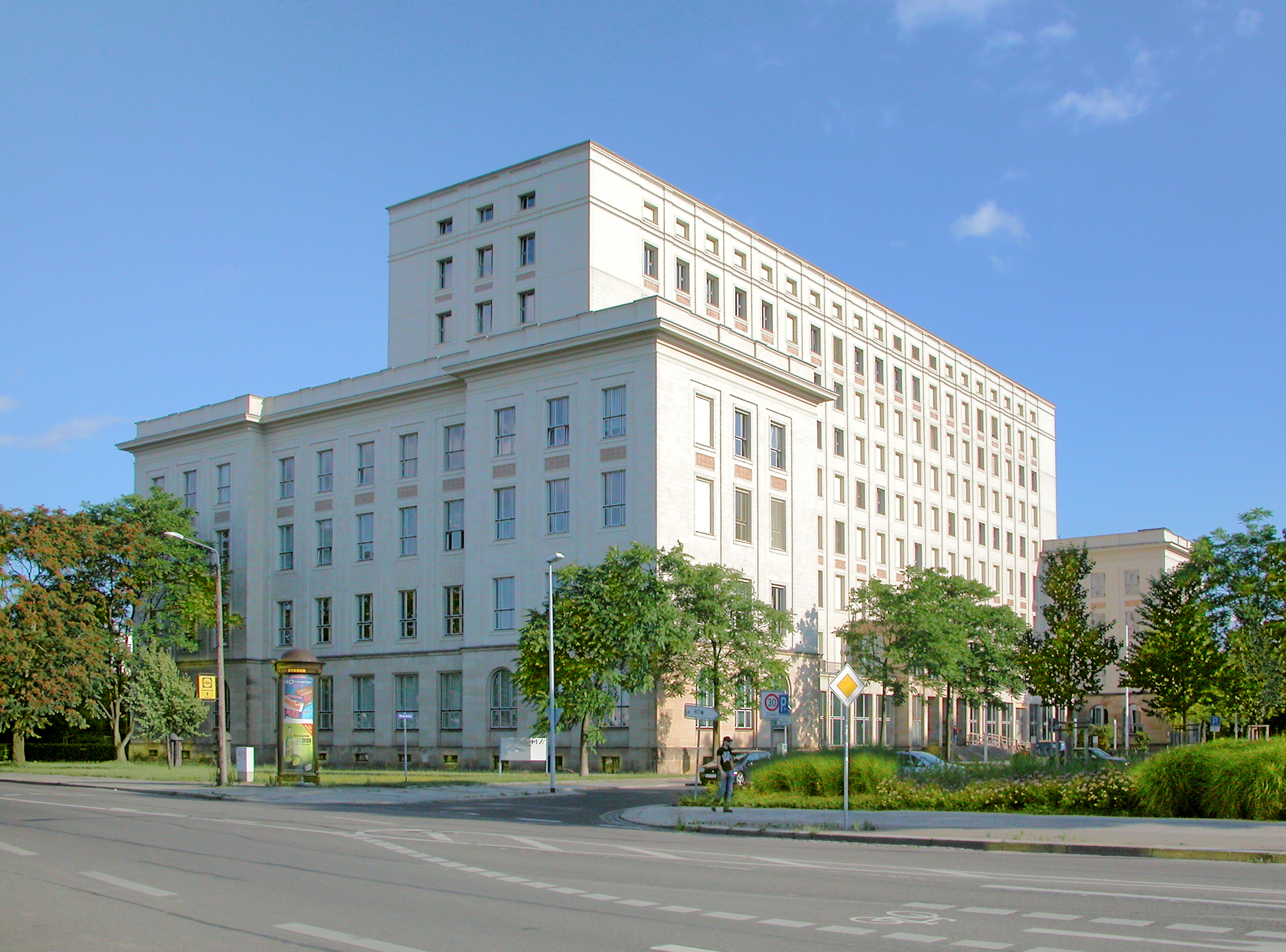
Hochschule für Verkehrswesen, Dresden
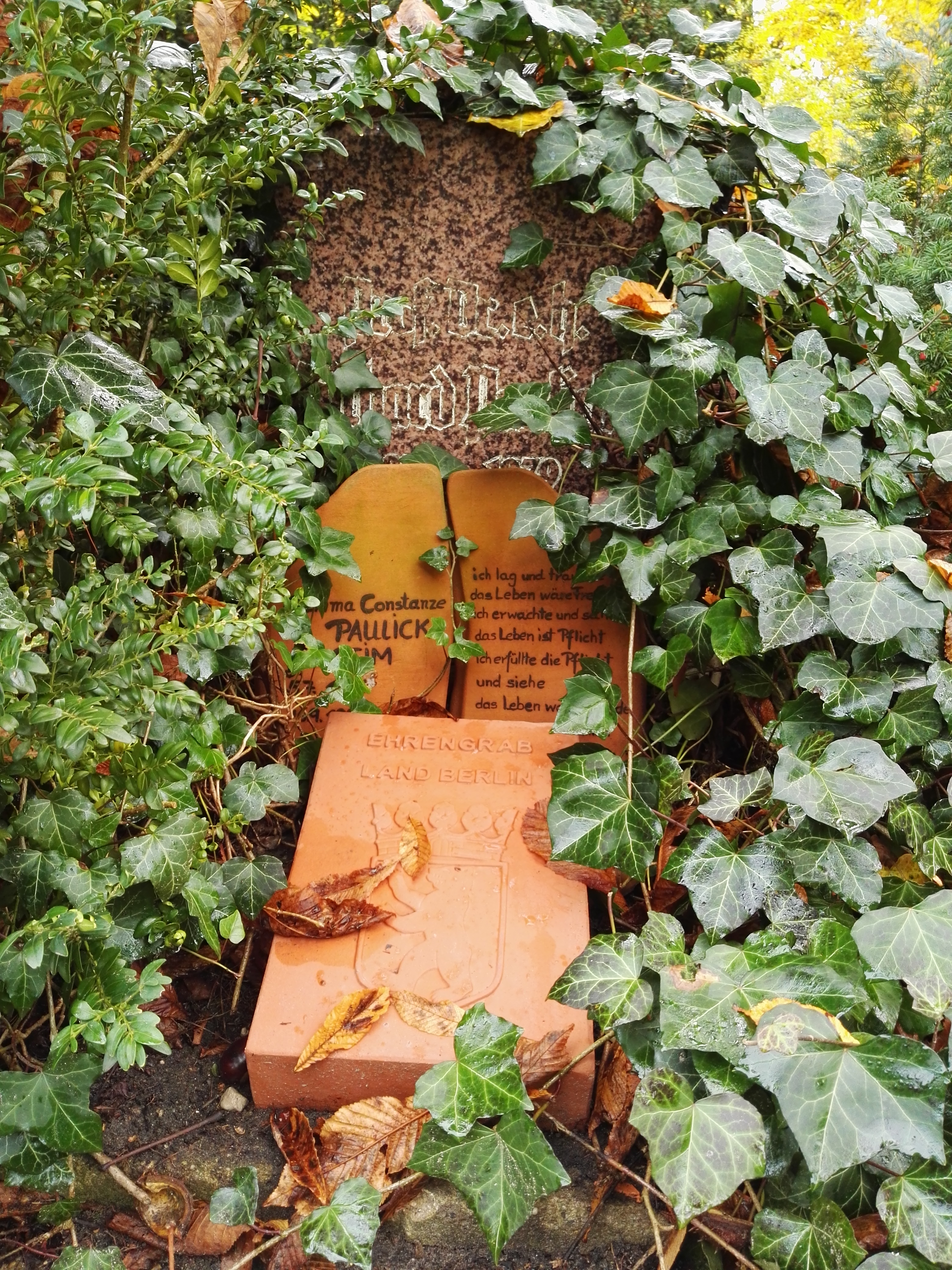
Ehrengrab in Berlin-Friedrichsfelde

## Auszeichnungen
- Goethepreis der Stadt Berlin, 1951
- Nationalpreis der DDR I. Klasse im Architekten-Kollektiv, 1952
- Vaterländischer Verdienstorden in Silber, 1954
- Nationalpreis der DDR II. Klasse im Kollektiv, 1956
- Verdienstmedaille der DDR, 1963
- Johannes-R.-Becher-Medaille in Gold, 1967
- Händelpreis des Bezirkes Halle, 1967
- Banner der Arbeit, 1968
- Nationalpreis der DDR III. Klasse im Kollektiv, 1969
- Ehrenspange zum Vaterländischen Verdienstorden in Gold, 1978

## Rezeption

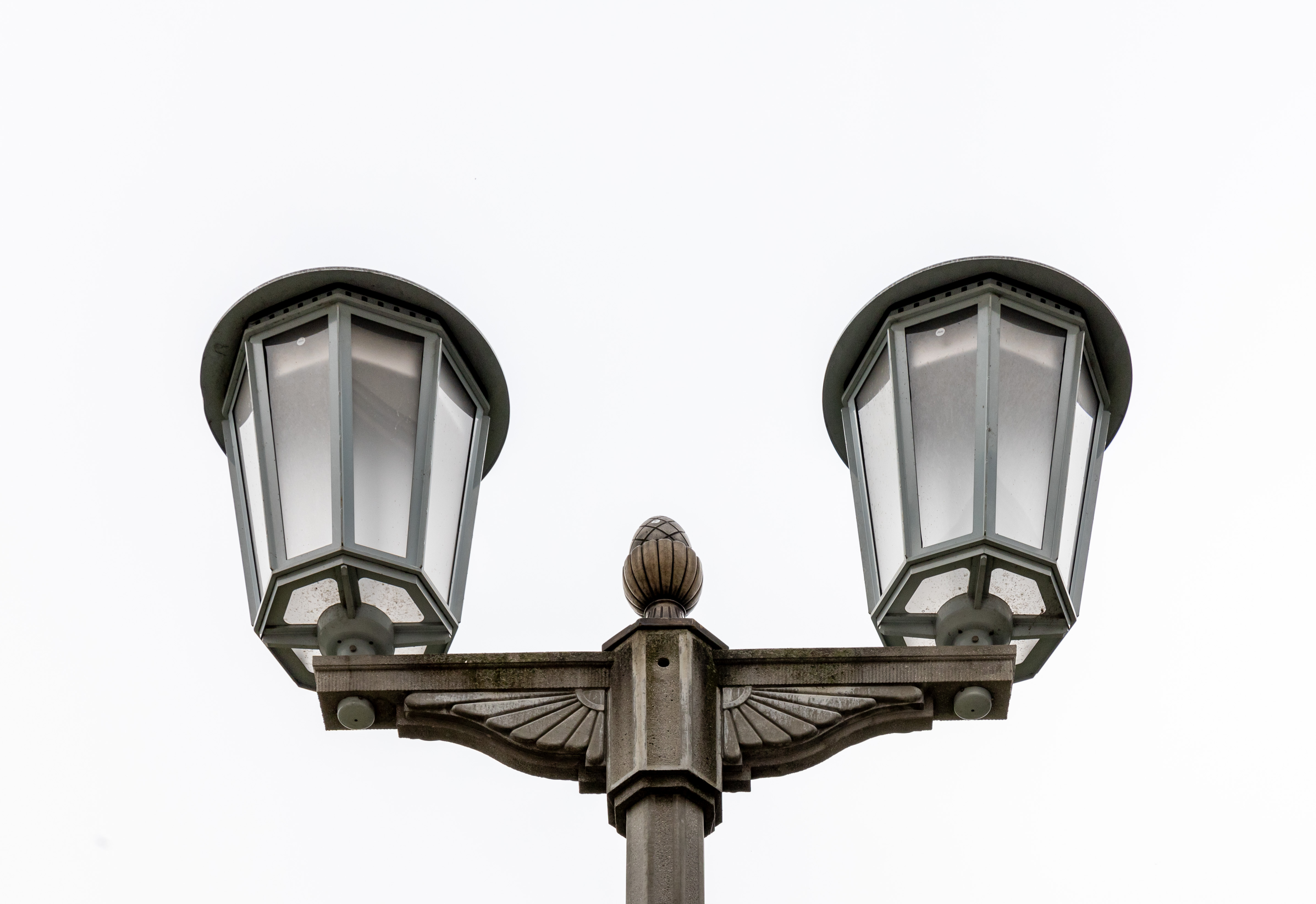
Paulick-Kandelaber

Der Wiederaufbau der Berliner Staatsoper brachte Paulick den Spitznamen „roter Knobelsdorff“ ein.
Im November 2003 fand in seiner Geburtsstadt ein Kolloquium der Stadt Roßlau und der Stiftung Bauhaus statt. Dabei stand das komplexe und widerspruchsvolle Verwobensein seines Schaffens in die gesellschaftlichen, politischen und ökonomischen Gegebenheiten der jeweiligen Zentren und Orte im Vordergrund. Unter anderen sprach Jörn Düwel über Vom Funktionalismus zur Stalinallee.
Ende 2003 bis März 2004 gab es eine Ausstellung in Dessau unter dem Titel R. Paulick in Dessau: Stahlhaus – Arbeitsamt – DEWOG-Siedlung im Stahlhaus, einem Versuchshaus von ihm und dem Bauhaus-Meister Georg Muche (1926/27). Gezeigt wurden diese drei Bauten als stellvertretende Beispiele für sein Schaffen, als ein dem Bauhaus verbundener Student, als Mitarbeiter im Baubüro Gropius und schließlich als selbständiger Architekt.
Zwischen dem 9. Juli und dem 28. August 2021 fand unter dem Titel „BAUHAUS SHANGHAI STALINALLEE HA-NEU: Der Lebensweg des Architekten Richard Paulick 1903–1979“ eine Ausstellung im Dresdner Zentrum für Baukultur statt.